# Słowo (budynek)
Słowo (ukr. Слово) – budynek mieszkalny w Charkowie przy ulicy Kultury 9. Jego budowę ukończono w 1929 roku. Budynek był zamieszkiwany przez ukraińskich artystów i ich rodziny.

## Historia
Budynek został wybudowany z inicjatywy ukraińskich pisarzy. Zaprojektowany został przez architekta Mychajła Daszkewycza; jego budowę ukończono w 1929 roku. Budynek ma kształt litery с - pierwszej litery ukraińskiego słowa слово (słowo). Budynek był zamieszkiwany przez ukraińskich artystów, głównie pisarzy. Budynek ma pięć pięter i 66 mieszkań. Jest wpisany do ukraińskiego rejestru zabytków. Dużą część mieszkańców budynku stanowili pisarze z pokolenia rozstrzelanego odrodzenia. Budynek zamieszkiwali między innymi Mykoła Bażan, Wałerjan Pidmohylny, Petro Pancz, Wołodymyr Sosiura, Iwan Kulik czy Lejb Kwitko.
7 marca 2022 roku został uszkodzony w wyniku ostrzału w czasie rosyjskiej inwazji na Ukrainę.